# Maersk Honam
Maersk Honam — контейнеровоз, яким керує Maersk Line. Судно загорілося 6 березня 2018 року під час плавання в Аравійському морі. П'ять членів екіпажу з 27 осіб загинули, в тому числі один врятований член екіпажу, який пізніше помер від травм.

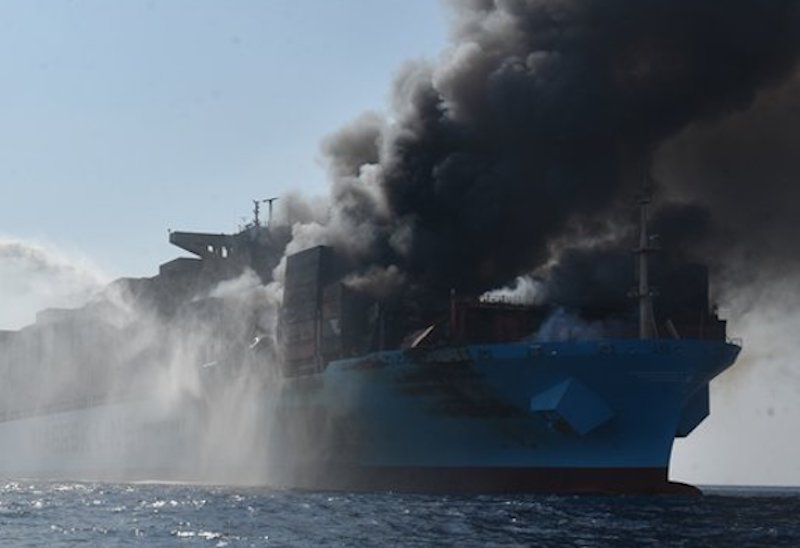
З носових вантажних трюмів Maersk Honam клуби диму

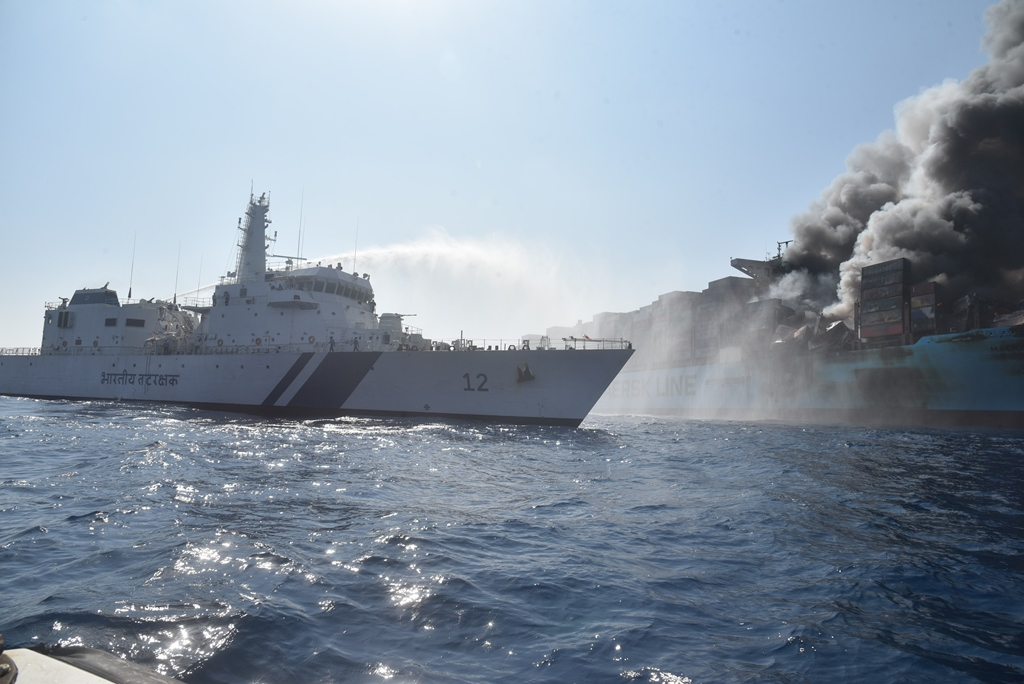
ICGS Shoor розбризкує воду на вогонь

## Опис
Maersk Honam — це повністю комірковий контейнеровоз місткістю 15,226 пасажирів. Її загальна конфігурація повторює конфігурацію контейнеровозів такого ж розміру з рубкою приблизно на дві третини вперед, щоб покращити видимість над контейнерними штабелями, машинним відділенням на кормі та розміщенням контейнерів у дев’яти вантажних трюмах, а також на палубі. Його розміри 40,5 метрів загальна довжина, має формувану ширину 53,5 метрів, а повністю завантажений тягне 15 метрів води. Валовий тоннаж становить 153 153, чистий тоннаж 70 694, і дедвейтом 162 051 тонн. Maersk Honam оснащено 8-циліндровим низькошвидкісним дизельним двигуном MAN B&W 8G95ME-C9.5, виготовленим за ліцензією, потужністю 54 960 кВт (73 700 к.с.) при 80 об/хв і приводив у рух бронзовий пропелер з фіксованим кроком.  

## Історія
Maersk Honam був побудований компанією Hyundai Heavy Industries в Ульсані, Південна Корея, в рамках контракту на 1,1 мільярда доларів США на будівництво дев'яти контейнеровозів номінальною місткістю 14,000 суден. для Maersk Line. Ці так звані судна класу H були розроблені з покращеною робочою гнучкістю порівняно зі старішими конструкціями, тобто вони не були оптимізовані для певного маршруту. Контракт на будівництво було підписано 8 липня 2015 року, а 10 грудня відбулася закладка кіля судна з верфі № 2873. Вона була спущена на воду 12 травня 2017 року і доставлена в сінгапурську дочірню компанію Maersk, AP Moller Singapore Pte Ltd, 31 серпня.  

## 2018 пожежа
6 березня 2018 року приблизно о 14:45 за Гринвічем у носовому вантажному трюмі №3 Maersk Honam спалахнула велика пожежа, коли судно перебувало в Аравійському морі приблизно на відстані 900 морських миль (1 700 км; 1 000 миль) на південний схід від Салали, Оман, на шляху з Сінгапуру в Суец. У той час він перевозив вантаж із 7860 контейнерів і команду з 27 осіб: тринадцять громадян Індії, дев’ять філіппінців, двоє громадян Таїланду, один громадянин Румунії, один громадянин Південної Африки та один громадянин Великобританії. Екіпаж намагався загасити пожежу за допомогою корабельної системи пожежогасіння CO2 та іншого протипожежного обладнання, але не зміг цього зробити. Сигнал лиха було надіслано о 15:55 за Гринвічем, і екіпаж покинув корабель приблизно о 17:15 за Гринвічем, використовуючи рятувальні плоти та одну рятувальну шлюпку. 23 члени екіпажу були евакуйовані на сусіднє торгове судно ASL Ceres, а решта четверо (двоє філіппінців, один індієць і південноафриканець) були оголошені зниклими безвісти. Двом із врятованих членів екіпажу знадобилася термінова медична допомога, а інший, громадянин Таїланду, помер від отриманих травм наступного дня. Трьох поранених членів екіпажу пізніше перевезли на судно берегової охорони Індії після того, як їхній стан погіршився. 12 березня компанія Maersk Line оголосила, що на борту були знайдені останки трьох поки що невпізнаних членів екіпажу, один з яких досі офіційно зник безвісти, який пізніше був оголошений мертвим.
Повідомляється, що 9 березня пожежу на борту дрейфуючого судна Maersk Honam було взято під контроль за допомогою ICGS Shoor і двох офшорних суден, CSC Nelson і Maersk Involver. Операцію з порятунку здійснювала голландська компанія Сміт Сельвадж. 
Пожежа продовжувала горіти, хоча й контрольована, до квітня, до того часу судно було відбуксировано до порту Джебель-Алі для розвантаження непошкодженого вантажу.
Щоб відшкодувати витрати, власник судна оголосив про загальну аварію, давній принцип, згідно з яким власники вантажу повинні заплатити частину вартості свого вантажу, щоб компенсувати зусилля з порятунку. Вартість, визначена адміністратором, становила 42,5% від вартості вантажу на додаток до 11,5% депозиту, тобто власники вантажу, що залишився, повинні були заплатити загалом 54% від вартості свого вантажу, перш ніж отримати можливість заволодіти ним.